# Пристли, Деннис
Деннис Пристли (род. 16 июля 1950, Англия) — профессиональный дартсмен. Он — двукратный чемпион мира, и являлся первым игроком, который победил в BDO и WDC (сейчас PDC), в 1991 и 1994 годах. Также известен под псевдонимом The Menace.

## Ранняя карьера
Родившись в Мексборо, Саут-Йоркшир, Пристли был традиционным игроком и не выступал в профессиональном дартсе, пока ему не исполнилось 40 лет. Впервые он поймал удачу в 1989 году, когда прошёл в финал News of the World Darts Championship, где был побеждён более опытным Дэйвом Виткомбом. Он также проходил в полуфинал в турнире Winmau World Masters 1990, где проиграл Филу Тейлору.